# Giovanni Muroni
Giovanni Muroni, citato in diversi documenti come Giovanni Moroni (Rivarolo Ligure, 10 dicembre 1916 – ...), è stato un calciatore italiano, di ruolo centrocampista.

## Caratteristiche tecniche
Giocava come ala destra.

## Carriera
Dopo aver militato nel Pontedecimo nella stagione 1935-1936 e nell'Andrea Doria di Genova l'anno successivo, ha disputato un campionato di Serie B con il Taranto nella stagione 1937-1938 realizzando 5 reti in 14 partite di campionato giocate. Nella stagione 1938-1939 ha giocato in Serie C con l'Andrea Doria; l'anno seguente è passato al Novara, con cui ha giocato una partita in Serie A.
A fine stagione è passato al Liguria, che nella stagione 1940-1941 l'ha ceduto in prestito al Varazze, squadra di Serie C, e nella stagione 1941-1942 l'ha ceduto, sempre in prestito, alla Manlio Cavagnaro di Sestri Ponente, sempre in terza serie; ha disputato al Mantova la stagione 1942-1943, in seguito nella Divisione Nazionale 1943-1944 ha giocato 3 partite senza mai segnare con la maglia del Liguria. Dopo una stagione con l'Entella in Prima Divisione (massimo campionato regionale dell'epoca), ha terminato la carriera da calciatore nel 1946.